# Смаргоњ
Смаргоњ или Сморгоњ (блр. Смаргонь; рус. Сморго́нь; пољ. Smorgonie) град је у западном делу Републике Белорусије и административни центар Смаргоњског рејона Гродњенске области.
Према процени из 2012. у граду је живело 36.707 становника.
Занимљиво је да је током XVII века тадашњи књаз у ансељу отворио школу за дресуру медведа — такозвану Смаргоњску академију за медведе.

## Географија
Град Смаргоњ се налази у северозападном делу Белорусије, у пределима Нарачанско-вилејске низије, на свега око 2 км југозападно од тока реке Вилије. Лежи у ниском и природно доста замочвареном подручју на надморској висини између 140 и 160 метара. Кроз град протичу две мање реке—Оксна (лева притока Вилије, дужине 20 км) и Гервјатка (лева притока Оксне, дужине 13 км).
Налази се на око 110 км северозападно од главног града земље Минска и на око 260 км североисточно од административног центра области Гродна. Важна је железничка станица на линији Молодзечна—Вилњус.

## Историја
У писаним изворима се први пут помиње 1503. као феудални посед деспотске литванске породице Зеновичи.
Током рата 1812. управо је у Смаргоњу приликом повлачења француске војске Наполеон Бонапарта предао команду над војском маршалу Мири и потом отпутовао за Париз.
Крајем XIX века Смаргоњ је био познат по бројним погонима за производњу коже и обуће.
Током Првог светског рата град је готово до темеља порушен, а у граду су по попису из 1921. живела свега 154 становника.

## Становништво
Према процени, у граду је 2012. живело 36.707 становника.
| 1979.  | 1989.  | 1999.  | 2009.  | 2012.  |
| ------ | ------ | ------ | ------ | ------ |
| 16.503 | 30.839 | 30.839 | 36.283 | 36.707 |

## Привреда
Најважнији привредни колектив у граду је фабрика трактора и пољопривредних машина РУП САЗ у којој се између осталих производе и трактори светски познате марке Беларус. Међу најзначајније привредне погоне у граду убраја се и фабрика грађевинског материјала Сморгоньсиликатобетон (уједно и један од највећих произвођача поменутих компоненти у земљи).

## Спорт
Највећи спортски колектив у граду је фудбалски клуб Смаргоњ који се тренутно такмичи у другом рангу белоруског фудбалског првенства, а који своје утакмице игра на теренима спортског центра Младост (Юность) капацитета 3.500 седећих места.

## Међународна сарадња
Град Смаргоњ има потписане уговоре о међународној сарадњи са следећим градовима:
- Висагинас, Литванија;
- Алитус, Литванија;
- Краснознаменск, Русија;